# Uranotaenia angolensis
Uranotaenia angolensis is een muggensoort uit de familie van de steekmuggen (Culicidae). De wetenschappelijke naam van de soort is voor het eerst geldig gepubliceerd in 1985 door da Cunha Ramos.